# Dispositivo OrCam
Os dispositivos OrCam, como o OrCam MyEye, são dispositivos portáteis de visão artificial que permitem que pessoas com deficiência visual  compreendam texto e identifiquem objetos através de feedback de áudio, descrevendo o que não conseguem ver. 
A Reuters descreveu uma parte importante de como funciona como "uma câmera inteligente sem fio" que, quando colocada fora das armações dos óculos, pode ler e verbalizar texto e também códigos de barras de supermercados. Esta informação é convertida em palavras faladas e inserida "no ouvido do usuário". O reconhecimento de rosto  também faz parte do conjunto de recursos da OrCam. 

## Aparelhos
OrCam Technologies Ltd criou três dispositivos; OrCam MyEye 2.0, OrCam MyEye 1 e OrCam MyReader. 

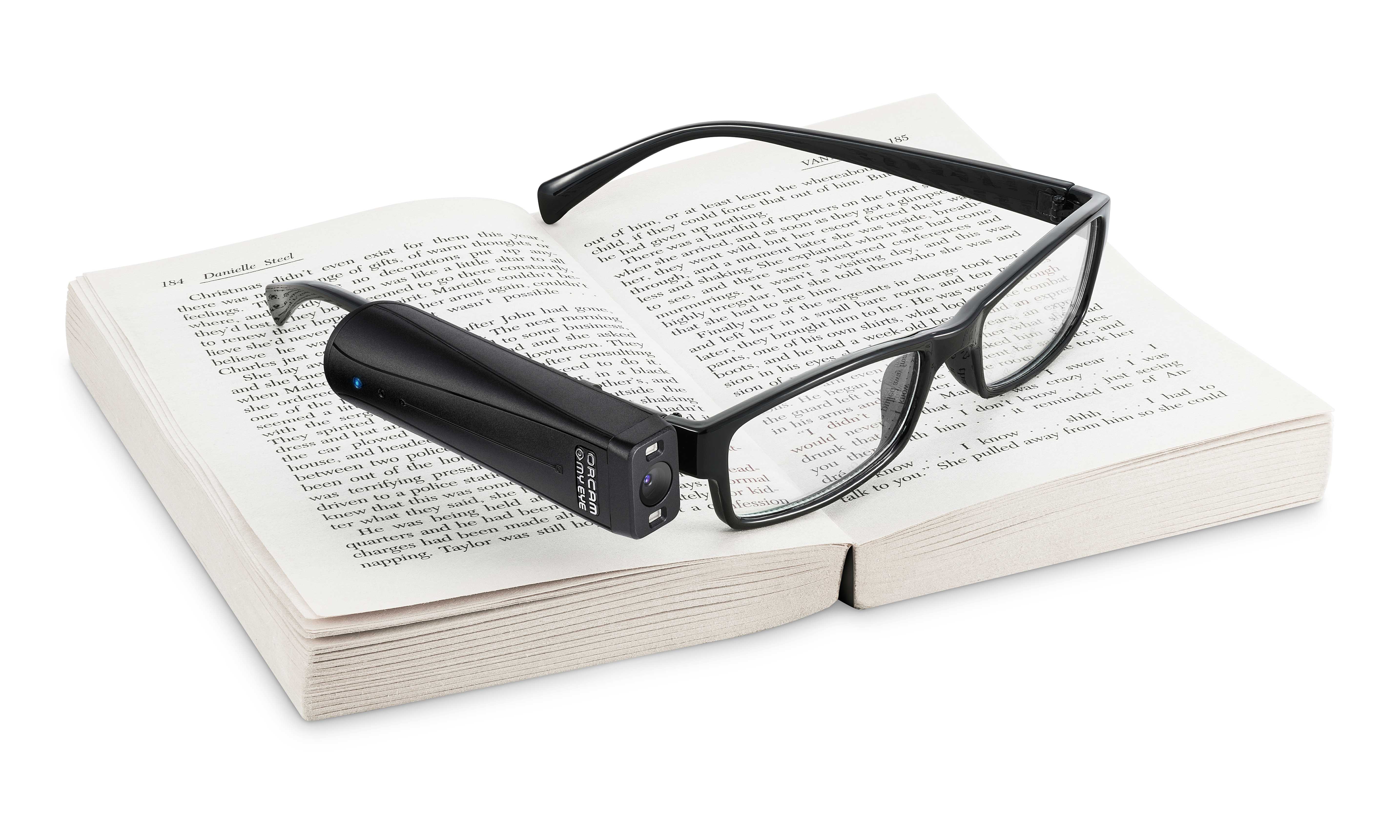
OrCam MyEye 2.

- A OrCam estreou o modelo de segunda geração, o OrCam MyEye 2.0, em dezembro de 2017.
- Do tamanho de um dedo, o MyEye 2.0 é alimentado por bateria e foi compactado em um dispositivo independente.
- O dispositivo encaixa-se em qualquer armação de óculos magneticamente.
- O Orcam 2.0 é menor e mais leve (apenas 22,5 gramas) com mais funcionalidade para restaurar a independência dos deficientes visuais. [4]

Oftalmologia JAMA: Em 2016, a JAMA Ophthalmology realizou um estudo envolvendo 12 participantes cegos para avaliar a utilidade de um dispositivo portátil de visão artificial (OrCam) para pacientes com baixa visão. Os resultados mostraram que o dispositivo OrCam melhorou a capacidade do paciente de executar tarefas simulando as da vida diária, como ler uma mensagem em um dispositivo eletrônico, um artigo de jornal ou um menu. 
Wills Eye: O Wills Eye foi um estudo clínico desenvolvido para medir o impacto do dispositivo OrCam na qualidade de vida de pacientes com glaucoma em estágio terminal. A conclusão foi que o OrCam, um novo dispositivo de visão artificial que utiliza uma minicâmera montada em óculos, permitiu que pacientes legalmente cegos com glaucoma em estágio terminal lessem independentemente, melhorando posteriormente sua qualidade de vida. 

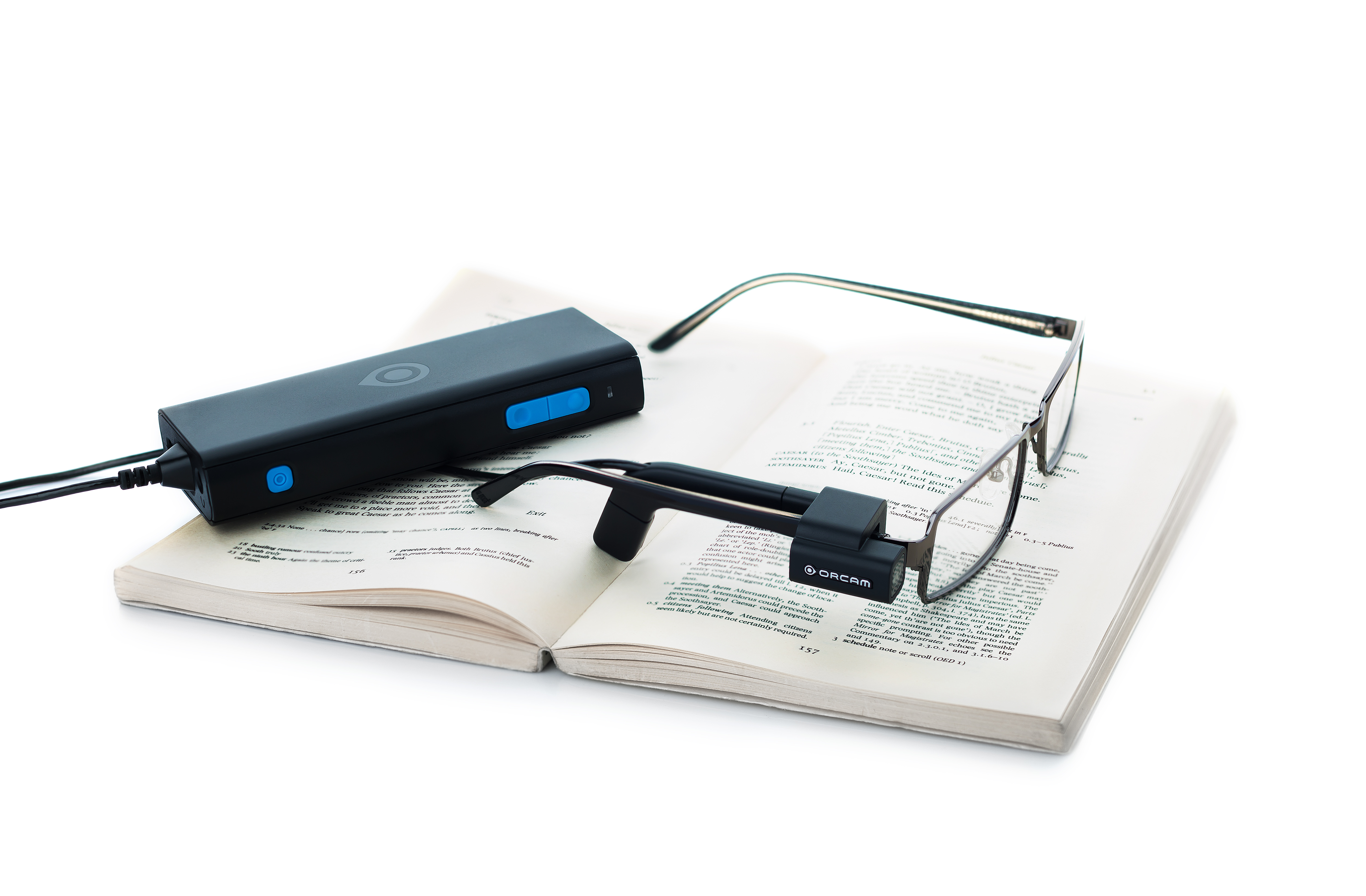
OrCam MyEye

## Teste de funcionário
O New York Times descreveu como um dispositivo OrCam de pré-lançamento foi usado por um funcionário prejudicado pelo Coloboma do desenvolvedor do dispositivo em 2013  para compras de supermercado. Era o tamanho pequeno do protótipo e não a funcionalidade que lhe dava maior mobilidade nos corredores de uma loja israelense. 
Melhoria da vida foi descrita: "para reconhecer e falar .. números de ônibus .. semáforos". 

## Aspectos sociais
Em contraste com uma versão anterior do Google Glass, que "falhou ... porque. . Os usuários de vidro foram zombados ",  primeiros dispositivos da OrCam usavam designs que" prendem discretamente na sua camisa ou talvez no seu cinto ".  
Além disso, ele não grava sons ou imagens, o que foi chamado de "o quebra-cabeça de privacidade que surpreendeu o Google". 
Um revisor de tecnologia de 2018 escreveu que desejava ter um fone de ouvido "para que isso fosse menos perturbador em locais onde outras pessoas estão trabalhando".  Foi feita uma tentativa de usar a condução óssea . 

## Introdução nos EUA
Em 2018, uma equipe liderada pelo membro da Assembléia de Nova York (Estado) Dov Hikind introduziu o uso de dispositivos OrCam a dez indivíduos selecionados para o que ele chamou de "nova tecnologia israelense que realmente faz a diferença para os cegos". 
Embora não tenha sido o primeiro sucesso nos EUA, era mais focado do que um projeto de financiamento público que foi autorizado em 2016 por uma agência do governo da Califórnia.   Também em 2016, o Farol de Chicago para Cegos demonstrou seu uso. 

## Tecnologia
Na área de hardware, a miniaturização tem sido bastante importante, mas uma área importante, o software, foi mencionada pelo Assemblyman Hikind e relatada pelo The Times of Israel  são os " algoritmos orientados por IA " que "relatam .. quantos as pessoas estão em uma sala. 
Além de ler o texto impresso, também pode ajudar a "ver" o que está na tela da televisão ou do computador.  Embora a OrCam não possa ajudar com informações manuscritas,  ela pode reutilizar informações, a base do reconhecimento de "moeda dos EUA e até faces".  

### Recursos
Enquanto o suporte ao idioma inicial era para inglês, francês, alemão, hebraico e espanhol , outros agora disponíveis incluem dinamarquês, holandês, finlandês, italiano, norueguês, português e sueco. 

## História
A OrCam Technologies Ltd foi fundada em 2010 pelo professor Amnon Shashua e Ziv Aviram. Antes de co-fundar a OrCam, as duas co-fundaram em 1999 a Mobileye, uma empresa israelense que desenvolve sistemas avançados de assistência ao motorista (ADAS) baseados em visão, fornecendo avisos para prevenção e mitigação de colisões, adquirida pela Intel por US $ 15,3 bilhões em 2017. A OrCam lançou o OrCam MyEye em 2013, após anos de desenvolvimento e teste, e começou a vendê-lo comercialmente em 2015. 
Em seus primeiros anos, a empresa levantou US $ 22 milhões, dos quais US $ 6 milhões vieram da Intel Capital. Em 2014, a Intel, que também investia no Google Glass, havia investido US $ 15 milhões na Orcam.  Em março de 2017, a OrCam levantou US $ 41 milhões em capital, valendo US $ 600 milhões. 
O dispositivo de tecnologia assistiva vestível mais avançado para cegos e deficientes visuais, que lê texto, reconhece rostos, identifica produtos e muito mais. 

### Marketing
Um resultado do marketing inicial nos EUA, Canadá e Grã-Bretanha  é que eles "chegaram a um acordo com o Departamento de Reabilitação da Califórnia, ... qualificando residentes estaduais cegos e com deficiência visual". 

## OrCam Technologies Ltd
A OrCam Technologies Ltd. é a empresa israelense que produz esses dispositivos OrCam, que são um espaço de inteligência artificial vestível. A empresa desenvolve e fabrica dispositivos de tecnologia assistiva para pessoas com deficiência visual, visão parcial, cegas, deficiências de impressão ou outras deficiências. A sede da OrCam está localizada em Jerusalém, operando com o nome da empresa OrCam Technologies Ltd. 

## Representante de Vendas no Brasil
A venda do dispositivo OrCam MyEye 2. no Brasil é de exclusividade da empresa Mais Autonomia. Criada com o intuito de se tornar o maior ecossistema de ferramentas, soluções e tecnologias avançadas para proporcionar mais autonomia às pessoas com algum tipo de deficiência ou limitação. Garantindo uma sociedade mais justa, inclusiva e igualitária nos ambientes organizacionais, acadêmicos e sociais. Atualmente, é a empresa representante exclusiva no Brasil da disruptiva tecnologia assistiva criada pela empresa israelense OrCam.

## Prêmios
- Vencedor permanente do último gadget de 2018 [24]
- Homenageado no CES Innovation Awards 2018 em tecnologia acessível [25]
- Prêmio NAIDEX de inovação 2017 [26]
- Prêmio de reconhecimento corporativo Louise Braille 2016 [27]
- Prêmio Silmo-d-Or 2016 [28]